# (6217) Kodai
(6217) Kodai (1975 XH, 1979 YK7, 1980 BM3) — астероїд головного поясу.
Тіссеранів параметр щодо Юпітера — 3.463.